# Liste des présidents du Conseil des ministres de Bosnie-Herzégovine
 (novembre 2024).
Si vous disposez d'ouvrages ou d'articles de référence ou si vous connaissez des sites web de qualité traitant du thème abordé ici, merci de compléter l'article en donnant les références utiles à sa vérifiabilité et en les liant à la section « Notes et références ».
Ce tableau recense les présidents du Conseil des ministres de Bosnie-Herzégovine depuis le 20 décembre 1990. La Bosnie-Herzégovine a déclaré son indépendance le 1er mars 1992.

## Avant l’indépendance (1945-1992)
| Portrait                                            | Nom                                       | Mandat                                    | Mandat                                    | Parti                                     |                                           |
| Premier ministre de PR Bosnie-Herzégovine           | Premier ministre de PR Bosnie-Herzégovine | Premier ministre de PR Bosnie-Herzégovine | Premier ministre de PR Bosnie-Herzégovine | Premier ministre de PR Bosnie-Herzégovine | Premier ministre de PR Bosnie-Herzégovine |
| --------------------------------------------------- | ----------------------------------------- | ----------------------------------------- | ----------------------------------------- | ----------------------------------------- | ----------------------------------------- |
|                                                     | Rodoljub Čolaković (1900–1983)            | 27 avril 1945                             | Septembre 1948                            | KP BiH                                    |                                           |
|                                                     | Đuro Pucar (1899–1979)                    | Septembre 1948                            | Mars 1953                                 | KP BiH rebaptisé en 1952 par SK BiH       |                                           |
| Président du Conseil exécutif de Bosnie-Herzégovine |                                           |                                           |                                           |                                           |                                           |
|                                                     | Đuro Pucar (1899–1979)                    | Mars 1953                                 | Décembre 1953                             | SK BiH                                    |                                           |
|                                                     | Avdo Humo (1914–1983)                     | Décembre 1953                             | 1956                                      | SK BiH                                    |                                           |
|                                                     | Osman Karabegović (1911–1996)             | 1956                                      | 1963                                      | SK BiH                                    |                                           |
|                                                     | Hasan Brkić (1913–1965)                   | 1963                                      | 14 juin 1965                              | SK BiH                                    |                                           |
|                                                     | Rudi Kolak (1918–2004)                    | 14 juin 1965                              | 1967                                      | SK BiH                                    |                                           |
|                                                     | Branko Mikulić (1928–1994)                | 1967                                      | 1969                                      | SK BiH                                    |                                           |
|                                                     | Dragutin Kosovac (1924–2012)              | 1969                                      | Avril 1974                                | SK BiH                                    |                                           |
|                                                     | Milanko Renovica (1928–2013)              | Avril 1974                                | 28 avril 1982                             | SK BiH                                    |                                           |
|                                                     | Seid Maglajlija (born 1940)               | 28 avril 1982                             | 28 avril 1984                             | SK BiH                                    |                                           |
|                                                     | Gojko Ubiparip (1927–2000)                | 28 avril 1984                             | Avril 1986                                | SK BiH                                    |                                           |
|                                                     | Josip Lovrenović (born 1929)              | Avril 1986                                | Avril 1988                                | SK BiH                                    |                                           |
|                                                     | Marko Ćeranić                             | Avril 1988                                | 20 décembre 1990                          | SK BiH                                    |                                           |
|                                                     | Jure Pelivan (1928–2014)                  | 20 décembre 1990                          | 3 mars 1992                               | HDZ BiH                                   |                                           |

## Depuis l'indépendance (1992- )[1]
| Nom                                 | Début du mandat  | Fin du mandat    | Notes                   | Parti                                                                                           |
| ----------------------------------- | ---------------- | ---------------- | ----------------------- | ----------------------------------------------------------------------------------------------- |
| Jure Pelivan                        | 3 mars 1992      | 9 novembre 1992  |                         | Union démocratique croate de Bosnie-et-Herzégovine (HDZ BiH)                                    |
| Mile Akmadžić                       | 9 novembre 1992  | 25 octobre 1993  |                         | Union démocratique croate de Bosnie-et-Herzégovine (HDZ BiH)                                    |
| Haris Silajdžić                     | 25 octobre 1993  | 30 janvier 1996  |                         | Parti d'action démocratique (SDA)                                                               |
| Hasan Muratović                     | 30 janvier 1996  | 3 janvier 1997   |                         | Indépendant                                                                                     |
| Haris Silajdžić Boro Bosić          | 3 janvier 1997   | 3 février 1999   | Coprésidents du Conseil | Parti pour la Bosnie-Herzégovine (SBH) Parti démocratique serbe (SDS)                           |
| Haris Silajdžić Svetozar Mihajlović | 3 février 1999   | 6 juin 2000      | Coprésidents du Conseil | Parti pour la Bosnie-Herzégovine (SBH) Parti socialiste de la république serbe de Bosnie (SPRS) |
| Spasoje Tuševljak                   | 6 juin 2000      | 18 octobre 2000  |                         | Indépendant                                                                                     |
| Martin Raguž                        | 18 octobre 2000  | 22 février 2001  |                         | Union démocratique croate de Bosnie-et-Herzégovine (HDZ BiH)                                    |
| Božidar Matić                       | 22 février 2001  | 18 juillet 2001  |                         | Parti social-démocrate (SDP)                                                                    |
| Zlatko Lagumdžija                   | 18 juillet 2001  | 15 mars 2002     |                         | Parti social-démocrate (SDP)                                                                    |
| Dragan Mikerević                    | 15 mars 2002     | 23 décembre 2002 |                         | Parti du progrès démocratique (PDP-RS)                                                          |
| Adnan Terzić                        | 23 décembre 2002 | 11 janvier 2007  |                         | Parti d'action démocratique (SDA)                                                               |
| Nikola Špirić                       | 11 janvier 2007  | 12 janvier 2012  |                         | Alliance des sociaux-démocrates indépendants (SNSD)                                             |
| Vjekoslav Bevanda                   | 12 janvier 2012  | 31 mars 2015     |                         | Union démocratique croate de Bosnie-et-Herzégovine (HDZ BiH)                                    |
| Denis Zvizdić                       | 31 mars 2015     | 23 décembre 2019 |                         | Parti d'action démocratique (SDA)                                                               |
| Zoran Tegeltija                     | 23 décembre 2019 | 25 janvier 2023  |                         | Alliance des sociaux-démocrates indépendants (SNSD)                                             |
| Borjana Krišto                      | 25 janvier 2023  | en fonction      |                         | Union démocratique croate de Bosnie-et-Herzégovine (HDZ BiH)                                    |